# 7603 Salopia
7603 Salopia è un asteroide della fascia principale. Scoperto nel 1995, presenta un'orbita caratterizzata da un semiasse maggiore pari a 2,9808835 UA e da un'eccentricità di 0,0559074, inclinata di 9,62009° rispetto all'eclittica.